# Unione Sportiva Foggia 1956-1957
Questa pagina raccoglie i dati riguardanti l'Unione Sportiva Foggia nelle competizioni ufficiali della stagione 1956-1957.

## Stagione
Il Foggia nell'annata 1956-1957 ha partecipato alla IV Serie nel girone G, classificandosi al terzo posto, dietro al Lecce (ammesso alle finali di lega) e al Chieti. La squadra verrà ammessa al Campionato Interregionale - Prima Categoria 1957-1958.

## Organigramma societario
Area direttiva
- Commissario straordinario: Ferdinando Lupo
- Presidente: Giulio Carella (dal 9 agosto)

Staff tecnico
- Allenatore: Vincenzo Marsico

## Rosa
| N. |                   | Ruolo | Calciatore          |
| -- | ----------------- | ----- | ------------------- |
|    | Italia (bandiera) | P     | Rino Pandolfo       |
|    | Italia (bandiera) | P     | Michele Cataldo     |
|    | Italia (bandiera) | D     | Alberto Allegretti  |
|    | Italia (bandiera) | D     | Attilio De Brita    |
|    | Italia (bandiera) | D     | Paolo Guaschino     |
|    | Italia (bandiera) | D     | Gualtiero Marchiani |
|    | Italia (bandiera) | C     | Giuseppe Bortolotti |
|    | Italia (bandiera) | C     | Marino Brenco       |
|    | Italia (bandiera) | C     | Piero Colombo       |
|    | Italia (bandiera) | C     | Carlo Mupo          |

| N. |                   | Ruolo | Calciatore           |
| -- | ----------------- | ----- | -------------------- |
|    | Italia (bandiera) | C     | Giorgio Pizziolo     |
|    | Italia (bandiera) | C     | Vincenzo Pulcinella  |
|    | Italia (bandiera) | C     | Matteo Rinaldi       |
|    | Italia (bandiera) | C     | Antonio Stornaiuolo  |
|    | Italia (bandiera) | A     | Carmine Buonpensiero |
|    | Italia (bandiera) | A     | Giacomo Cosmano      |
|    | Italia (bandiera) | A     | Luigi Della Rocca    |
|    | Italia (bandiera) | A     | Aldo Piani           |
|    | Italia (bandiera) | A     | Gloriano Risos       |